# Hyam jezik
Hyam jezik (ham, hyamhum, jabba, jeba; ISO 639-3: jab), nigersko-kongoanski jezik, uže skupine plateau, kojim govori 100 000 ljudi (1994 UBS) u nigerijskoj državi Kaduna.
S još četiri druga jezika: cori [cry], kagoma [kdm], shamang [xsh] i zhire [zhi], čini hyamsku podskupinu jezika.

## Vanjske poveznice
- Ethnologue (14th)
- Ethnologue (15th)